# 조영통상조약(영문)
조영통상조약(영문)(朝英通商條約)는 서울특별시 서초구 반포동, 국립중앙박물관에 있는 조선시대의 조약문서이다. 1998년 12월 26일 서울특별시의 유형문화재 제109호로 지정되었다.

## 개요
이 책은 조선과 영국이 통상을 조약한 내용을 담은 문서이다.
영문으로 된 것은 자세하게 기록되어 있으나, 말미에 붙은 한문은 한 장으로 양국대신을 파견하여 조약을 이행할 것을 간략하게 기록하고 있다. 고종 21년(1884) 3월 8일 고종이 창덕궁에서 직접 서명한 것이다.
이것은 영국과의 외교사를 연구하는데 중요한 자료이다.

## 참고 자료
- 조영통상조약(영문) - 국가유산청 국가유산포털